# Ready Kirken
Ready Kirken je česká hudební skupina, založená roku 1996. Její současní členové jsou Michal Mráz (Kytara, zpěv), Jiří Dračínský (baskytara), Samuel Palán (bicí) a zakládající člen Zdeněk Ceral (kytara). Kapela však v minulosti prošla značnými personálními změnami, členy kapely byli např. Michal Hrůza, Adam Jánošík, Roman Pleskot, Bronislav Bičan nebo Petr Lichtenberg. Název skupiny je odvozen od pseudonymu zpěváka skupiny Hells Devils, resp. Komety „Reddy Kirkena“ – Miloše Vokurky.

## Historie
Skupina byla založena v lednu 1996, kdy kytarista skupiny Anachronik Michal Hrůza dal kytaristovi pražských Freeway Jam Zdeňku Ceralovi kazetu svých domácích nahrávek. Ten oslovil své kamarády Romana Pleskota a Petra Lichtenberga. Už na jaře roku 1996 natočili demonahrávku a 4. července 1996 vystoupili na festivalu v Janderově. V létě 1996 také vydali svou první studiovou nahrávku (studio Benas, zvukař Tomáš Novák, produkce RK+Honza Křížek). V roce 1999 byl natočen klip k songu Zejtra mám, který po nasazení do rádií v roce 2001 zaznamenal velký úspěch. V roce 2001 bylo ve Studiu C nahráno CD Vlny. V roce 2006 se píseň 1+1 z alba Asi se něco děje stala nejhranější písní v českém éteru a získala cenu Anděl. V tomtéž roce přešla skupina od Universalu k EMI. Poslední studiové album Box 2012 vydal Popron Music. Na dvou albech 2010 (2010) a Box (2012) se vydavatelsky a distribučně podílel server Ulož.to, na kterém jsou alba oficiálně zdarma ke stažení. V distribuci Supraphonu následně v roce 2015 vyšlo album s názvem Kde byl vykopán zakopanej pes (2015) a v roce 2018 Různorudé album (2018). Kapela stále koncertuje a udržuje si stálou fanouškovskou základnu, pro kterou dlouhodobě patří mezi jednu z důležitých poprockových kapel současnosti. 

## Diskografie
- Ready Kirken (1996)

- Vlny (2001)
  - Když spím
  - Cesty
  - Zejtra mám
  - Větrník
  - Píseň sluneční
  - Malý princ
  - Anděl
  - Vlny
  - Možná se vrátím
  - Je v mý hlavě
  - Řek
  - Padá sníh
  - Irská
  - Cofila
  - Vlny

- Čekal jsem víc (2002)
  - Druhý já
  - Čekal jsem víc
  - Černý brejle
  - Tak najednou
  - Když prší
  - Moje malá
  - Vejdi
  - Pověz mi kamaráde
  - Prochází ulicí
  - Polární
  - Dlouhý večery
  - Superman
  - Tajemství

- Krasohled (2004)
  - Krasohled
  - Winston Smith
  - Poslední dobou
  - Mínusy a plusy
  - Vymyšlená
  - Neboj
  - Jiskra
  - Hvězda
  - Tak tohle bych chtěl
  - Dopis v láhvi
  - Výměna

- Asi se něco děje (2006)
  - 1+1
  - Stopy zahladím
  - Píseň probdělých nocí
  - Docela dobrá zkušenost
  - Skrývám
  - Malý limonádový Joe
  - Asi se něco děje
  - Listopad
  - Racek
  - Kometa

- Světy (2007)
  - Pro a proti
  - Naposled
  - Che-Guevara
  - Svět
  - Tma sílí
  - Žihadla včel
  - Život je výlet
  - Na konečných
  - Není to tak zlé
  - Utonout
  - Sen
  - Věnováno

- 2010 (2010)
  - Chudý milionář
  - Příteli
  - Mladý důchodce
  - Půlnoční nevěsta
  - Detektivka
  - Úsměv
  - Radost
  - Unavený
  - Doplout domů

- BOX (2012)
  - Komedie
  - Reklamy
  - Přání
  - Náhodou
  - Hotel Dalibor
  - Dvoudílné vztahy
  - Zlatý rybky
  - Polykač hříchů
  - Záručák
  - Linkou
  - Bonus: Půlnoční nevěsta (remaster)

- Kde byl vykopán zakopanej pes (2015)
  - To se nedělá
  - Mezi náma
  - Holubi z Poruby
  - Ladovskej kýč
  - Genetická
  - Tak najednou
  - Citlivej ročník
  - Vůně nevinnosti
  - Zakopanej pes
  - Do smrti dobrý
- Různorudé album (Supraphon 2018)
  - Edgar
  - Mi Tu Je
  - 2003
  - Baletka a Odin
  - Ultraviolet
  - Za tebou
  - Hříchopíseň
  - Svět pod hlavou
  - Hydratační
  - Na výletě taky krtek
  - Jasnovidec